# لامیا
شهر لامیا در استان یونان مرکزی در کشور یونان واقع شده است و دارای جمعیت ۴۷٬۶۴۹  نفر می‌باشد.